# Hiszpania na Zimowych Igrzyskach Paraolimpijskich 2006
Reprezentacja Hiszpanii na Zimowych Igrzyskach Paraolimpijskich 2006 liczyła 9 sportowców.

## Medale

### Złote medale
brak

### Srebrne medale
Narciarstwo alpejskie
19 marca: Eric Villalon, slalom mężczyzn niewidomych

### Brązowe medale
Narciarstwo alpejskie
17 marca: Eric Villalon, slalom gigant mężczyzn niewidomych